# Liste der Kulturdenkmale in Stördorf
In der Liste der Kulturdenkmale in Stördorf sind alle Kulturdenkmale der schleswig-holsteinischen Gemeinde Stördorf (Kreis Steinburg) und ihrer Ortsteile aufgelistet (Stand: 14. April 2025).

## Legende
In den Spalten befinden sich folgende Informationen:
- Objekt-ID: die Nummer des Kulturdenkmales
- Lage: die Adresse des Kulturdenkmales und die geographischen Koordinaten. Kartenansicht, um Koordinaten zu setzen. In der Kartenansicht sind Kulturdenkmale ohne Koordinaten mit einem roten Marker dargestellt und können in der Karte gesetzt werden. Kulturdenkmale ohne Bild sind mit einem blauen Marker gekennzeichnet, Kulturdenkmale mit Bild mit einem grünen Marker.
- Offizielle Bezeichnung: Bezeichnung des Kulturdenkmales
- Beschreibung: die Beschreibung des Kulturdenkmales
- Bild: ein Bild des Kulturdenkmales

## Sachgesamtheit
| Objekt-ID | Lage                                     | Offizielle Bezeichnung | Beschreibung | Bild |
| --------- | ---------------------------------------- | ---------------------- | --- | ---- |
| 46411     | Stördorf 11 (53° 55′ 2″ N, 9° 26′ 38″ O) | Hofanlage Stördorf 11  | Hofanlage Stördorf 11; 1865; Anlage aus Fachhallenhaus, Göpelschuur - Begründung: geschichtlich, wissenschaftlich, Kulturlandschaft prägend - Schutzumfang: Husmannshus, Göpelschuur | BW   |

## Bauliche Anlagen
| Objekt-ID     | Lage                                        | Offizielle Bezeichnung  | Beschreibung | Bild                             |
| ------------- | ------------------------------------------- | ----------------------- | --- | -------------------------------- |
| 3107 Wikidata | Honigfleth (53° 55′ 25″ N, 9° 24′ 7″ O)     | Bockmühle (Schöpfmühle) | Alteintragung (Aktualisierung vorgesehen) - Begründung: geschichtlich, technisch, Kulturlandschaft prägend - Schutzumfang: Alteintragung (Aktualisierung vorgesehen) - Denkmaltyp: Bauliche Anlage | weitere Fotos \| Fotos hochladen |
| 9668          | Honigfleth 13 (53° 55′ 45″ N, 9° 25′ 32″ O) | Husmannshus             | Husmannshus; nach 1738 (d); Fachhallenhaus über 12 Fach auf Kreuzgrundriss mit reetgedecktem Walm- und Halbwalmdach, klassizistische Backsteinfassade, konstruktives Zweiständergerüst in Eichen- u. Kiefernholz - Begründung: geschichtlich, wissenschaftlich, Kulturlandschaft prägend - Schutzumfang: gesamtes Objekt - Denkmaltyp: Bauliche Anlage | BW                               |
| 6767          | Stördorf 11 (53° 55′ 1″ N, 9° 26′ 39″ O)    | Husmannshus             | Husmannshus; 1865; Fachhallenhaus mit Walm- und Halbwalmdach, Blechdeckung, keine Ausbauten, Hofgiebel als Fachwerkkonstruktion, sonst Ziegelfassaden - Begründung: geschichtlich, wissenschaftlich, Kulturlandschaft prägend - Schutzumfang: gesamtes Objekt - Denkmaltyp: Bauliche Anlage, Sachgesamtheit: Hofanlage Stördorf 11                     | BW                               |
| 736 Wikidata  | Stördorf 12 (53° 55′ 6″ N, 9° 26′ 46″ O)    | Wohnhaus                | Alteintragung (Aktualisierung vorgesehen) - Begründung: geschichtlich, wissenschaftlich, Kulturlandschaft prägend - Schutzumfang: gesamtes Objekt - Denkmaltyp: Bauliche Anlage | BW                               |
| 8757 Wikidata | Stördorf 12 (53° 55′ 6″ N, 9° 26′ 44″ O)    | Bargscheune             | Alteintragung (Aktualisierung vorgesehen) - Begründung: geschichtlich, wissenschaftlich, Kulturlandschaft prägend - Schutzumfang: gesamtes Objekt - Denkmaltyp: Bauliche Anlage | BW                               |

## Quelle
- Liste der Kulturdenkmale in Schleswig-Holstein – Kreis Steinburg

- Karte mit allen Koordinaten:
- OSM |
- WikiMap